# Данијела Колинс
Данијела Роуз Колинс (енгл. Danielle Rose Collins; 13. децембар 1993) професионална је америчка тенисерка.

## Каријера
Први запаженији резултат у каријери забележила је на турниру у Њупорт Бичу где је освојила титулу и скочила на 120. место на листи. На Отвореном првенству Мајамија 2018. постала је прва квалификанткиња која је стигла до полуфинала турнира. Тада је остварила највећу победу у каријери савладавши Винус Вилијамс у четвртфиналу. Након што се пласирала у четвртфинале турнира у Монтереју, Колинс је први пут ушла међу 50 најбољих тенисерки. На Отвореном првенству Аустралије 2019. стигла је до полуфинала где је изгубила од Петре Квитове. На путу до тог полуфинала савладала је Јулију Гергес и Анџелик Кербер.
На Отвореном првенству Аустралије 2022. стигла је до свог првог Гренд слем финала победивши Игу Свјонтек. У финалу је поражена од Ешли Барти резултатом 2:0 у сетовима.